# WALD-spelling
De WALD-spelling is ooit ontwikkeld voor het Woordenboek van de Achterhoekse en Liemerse Dialecten (afgekort: WALD). Deze spelling werd (in een wat aangepaste vorm) ook gebruikt in het Woordenboek van de Gelderse Dialecten. De WALD-spelling wordt inmiddels voor het algemene schrijven in het Achterhoeks en Liemers gebruikt.
De WALD-spelling heeft de volgende klinkers: aa, a, ae, ee, e, i, ie, u, uu, ao, oo, o, äö, ö, eu, oe. Er zijn overeenkomsten met het Nederlandse systeem, echter de ae, ao, äö en ö wijken af omdat deze klanken niet in het Nederlands voorkomen. De medeklinkers zijn in de WALD-spelling hetzelfde als in het Nederlands. Wat opvalt aan deze spelling is dat er een onderscheid gemaakt wordt tussen de ó en ò. Ook wordt onderscheid gemaakt tussen korte en lange klanken (met een dubbele punt), waaraan te zien is dat de spelling voor een woordenboek is ontwikkeld. Een lange klank wordt via de WALD spelling met een dubbele punt aangegeven. Bijvoorbeeld: een kip is "tuut" (korte klank) en een claxon klinkt als tuu:t (lange klank). In de WALD-spelling komen het weglaten van de e in -en (lopen: wordt "loopn") en voluit schrijven van -en (lopen) naast elkaar voor, in de Liemers bestaat daarnaast het weglaten van de -n (lopen wordt: lope).